# Ligerztunnel
Der Ligerztunnel ist ein im Bau befindlicher Eisenbahntunnel am Jurasüdfuss in der Schweiz. Durch den doppelspurigen Tunnel soll der letzte Einspurabschnitt der Jurasüdfusslinie aufgehoben werden. Dieses Nadelöhr zwischen den Dienststationen Chavannes (dt. Schafis) und Twann (fr. Douanne) auf dem Abschnitt Biel–Neuenburg verhindert aktuell eine Verdichtung des Fahrplanes. Die geplanten Kosten belaufen sich auf 431,9 Mio. SFr.
Der Tunnel ist Teil des Projekts Bahn 2030 und sollte bis Dezember 2026 fertiggestellt sein. Durch Beschwerden der unterlegenen Unternehmer im Ausschreibungsverfahren, die im Juni 2023 vom Bundesverwaltungsgericht abgelehnt wurden, konnte der Zuschlag der Bauaufträge erst mit zwei Jahren Verspätung vergeben werden. Zudem hat das Bundesamt für Verkehr bei der definitiven Baubewillung zusätzliche Auflagen für einen besseren Umweltschutz verlangt. Deshalb verzögert sich die Inbetriebnahme bis Dezember 2029. Der Tunnel wird einen durchgehenden Halbstundentakt auf der Strecke ermöglichen.
Er wird seeseitig und weitgehend parallel zum bestehenden Autostrassentunnel der Hauptstrasse 5, welcher die Ortsumfahrung Ligerz bildet, verlaufen.
Dabei soll der Bahnhof Twann modernisiert werden. Die bisherige Haltestelle Ligerz wird aufgehoben und durch eine Buslinie ersetzt. Diese soll von Twann aus das Dorf Ligerz und die Ligerz-Tessenberg-Bahn erschliessen, zur Diskussion steht auch eine Verlängerung der zukünftigen Buslinie nach La Neuveville.
Die Finanzierung für den Bau des Ligerztunnels erfolgt durch den neuen Bahninfrastrukturfonds (BIF), welchen die Schweizer Stimmbevölkerung am 9. Februar 2014 mit der FABI-Vorlage angenommen hat.